# Курттила, Кейо
Кейо Курттила (фин. Keijo Kurttila; род. 8 апреля 1975, Утаярви, Оулу) — финский лыжник, участник двух Олимпийских игр и двух чемпионатов мира, призёр этапа Кубка мира. Специалист спринтерских гонок.

## Карьера
В Кубке мира Курттила дебютировал 27 декабря 1999 года, в январе 2002 года первый раз попал в тройку лучших на этапе Кубка мира, в спринте. Всего имеет на своём счету 4 попадания в тройку лучших на этапах Кубка мира, все в спринте. Лучшим достижением Курттилы в общем итоговом зачёте Кубка мира является 29-е место в сезоне 2004/05.
На Олимпийских играх 2002 года в Солт-Лейк-Сити принимал участие в спринтерской гонке свободным стилем, в которой занял 25-е место.
На Олимпийских играх 2006 года в Турине был 23-м в спринте свободным ходом и 5-м в командном спринте классикой.
За свою карьеру участвовал в двух чемпионатах мира, стартовав в общей сложности в 3 гонках, и во всех них он был 15-м, в спринте на чемпионате мира 2003 года, а также спринте и командном спринте на чемпионате мира 2005 года.
Использовал лыжи производства фирмы Fischer.